# حزب کارگر برزیل
حزب کارگر برزیل (پرتغالی: Partido dos Trabalhadores) حزب سیاسی فعال در برزیل است، که در سال ۱۹۸۰ بنیان گذاشته شد.